# Жари (Пољска)
Жари (пољ. Żary) је град у Пољској у Војводству Лубушком у Повјату жарском. Према попису становништва из 2011. у граду је живело 39.365 становника.

## Становништво
Према прелиминарним подацима са пописа, у граду је 2011. живело 39.365 становника.
| 2002.  | 2011.  | 2012.  |
| ------ | ------ | ------ |
| 39.421 | 39.365 | 39.066 |

## Партнерски градови
- Longuyon
- Гардоњ
- Вајсвасер